# Rejon tasztypski
Rejon tasztypski (ros. Таштыпский район) - jeden z 8 rejonów w Chakasji. Stolicą rejonu jest Tasztyp.
100% populacji to ludność wiejska, ponieważ w regionie nie ma żadnego miasta.
Część rejonu zajmuje Rezerwat Chakaski.